# Dysmachus albisetosus
Dysmachus albisetosus är en tvåvingeart som först beskrevs av Macquart 1849.  Dysmachus albisetosus ingår i släktet Dysmachus och familjen rovflugor.
Artens utbredningsområde är Algeriet. Inga underarter finns listade i Catalogue of Life.